# Lista över svenska flaggor
Lista över svenska flaggor.

## Nationsflagga
| Flagga | Datum          | Användning                    | Beskrivning                                          |
| ------ | -------------- | ----------------------------- | ---------------------------------------------------- |
|        | 1905—nuvarande | Statsflagga och allmän flagga | Dimensioner: 5:2:9 horisontellt och 4:2:4 vertikalt. |

## Militära flaggor
| Flagga | Datum          | Användning                               | Beskrivning |
| ------ | -------------- | ---------------------------------------- | ----------- |
|        | 1905—nuvarande | Örlogsflagga, även använd som örlogsgös. |             |

### Flottans befälstecken
| Flagga | Datum          | Användning                                            | Beskrivning                                                                                                   |
| ------ | -------------- | ----------------------------------------------------- | --- |
|        | 1972—nuvarande | Flagga för amiral                                     | Med 4 vita stjärnor i övre inre hörnet. Före 1972 hade flaggan tre stjärnor (samma som viceamiral har numera) |
|        | 1972—nuvarande | Flagga för viceamiral.                                | Med 3 vita stjärnor. Före 1972 med två stjärnor (samma som dagens konteramiral)                               |
|        | 1972—nuvarande | Flagga för konteramiral.                              | Med två vita stjärnor. Före 1972 hade flaggan en stjärna (samma som dagens flottiljamiral)                    |
|        | 2001—nuvarande | Flagga för flottiljamiral.                            | Med en vit stjärna                                                                                            |
|        |                | Örlogsstandert, befälstecken för kommendör.           | Horisontalt delad (1:1) delad vimpel (5:8).                                                                   |
|        |                | Örlogsvimpel för kommendörkapten och örlogskapten.    | |
|        |                | Örlogsgaljadet, befälstecken för kapten och löjtnant. | Vertikalt delad (1:1) triangel (5:8).                                                                         |
|        |                | Vimpel avdelningschef.                                | |
|        |                | Vimpel flottiljchef.                                  | |
|        |                | Vimpel divisionschef                                  | |
|        |                | Vimpel äldste chef                                    | |

## Kungliga flaggor
| Flagga | Datum                        | Användning | Beskrivning                                                                                            |
| ------ | ---------------------------- | --- | --- |
|        | 1905—nuvarande               | Flagga för kungen och drottningen. | Tretungad flagga med stora riksvapnet i mitten.                                                        |
|        | 1905—nuvarande               | Vimpel, förs över kungens flaggan på flottans skepp | Örlogsvimpel med stora riksvapnet längst in (vriden så att nederdelen riktas utmed vimpelns riktning). |
|        | 1905—nuvarande               | Flagga för övriga medlemmar av kungahuset. | |
|        | 1905—nuvarande (bild saknas) | Vimpel, förs över tronföljarens flagga på flottans fartyg. | Örlogsvimpel med lilla riksvapnet längst in.                                                           |
|        | 1905—nuvarande               | När kungen eller regerande drottning inte kan fullfölja sitt uppdrag och ingen annan medlem av kungliga familjen kan göra det så skall en icke-medlem av kungahuset fullgöra uppdraget som statschef - normalt riksdagens talman. Då är denna flagga tillfälliga statschefens flagga. | Tretungad flagga (samma utseende som örlogsflaggan).                                                   |

## Historiska flaggor
| Flagga                           | Datum                       | Användning                                          | Beskrivning |
| Flaggor före 1815                | Flaggor före 1815           | Flaggor före 1815                                   | Flaggor före 1815 |
| -------------------------------- | --------------------------- | --------------------------------------------------- | --- |
|                                  | Cirka 1520-tal - cirka 1620 | Stats- och örlogsflagga                             | |
|                                  | Mitten av 1600-talet - 1815 | Stats och örlogsflagga                              | Samma som dagens militära flagga |
|                                  | 1761–1813                   | Arméns flottas örlogsflagga                         | |
|                                  | fram till 1844              | Handelsflagga                                       | Samma som dagens flagga men på den tiden förekom färgavvikelser och proportionsavvikelser.                                                        |
| Flaggor under perioden 1815-1844 |                             |                                                     | |
|                                  | fram till 1844              | Handelsflagga                                       | |
|                                  | 1818–1844                   | Flagga på fartyg (för användning i avlägsna vatten) | Började användas 26 oktober 1818, i avlägsna vatten det vill säga bortom Cape Finisterre i nordvästra Spanien. Unionsflagga – gemensam med Norge. |
|                                  | 1815–1844                   | Stats- och örlogsflagga                             | Unionsflagga – gemensam med Norge. |
|                                  | 1815-1844                   | Flagga för kungen                                   | |
|                                  | 1838–1844                   | Alternativ statsflagga                              | Användes av privata fartyg som transporterade post.                                                                                               |
| Flaggor under perioden 1844-1905 |                             |                                                     | |
|                                  | 1844–1905                   | Civil flagga                                        | |
|                                  | 1844–1905                   | Statsflagga (till 1897) och örlogsflagga.           | |
|                                  | 1897–1905                   | Statsflagga                                         | |
|                                  | 1844–1905                   | Flagga för kungen                                   | |
|                                  | 1844–1905                   | Örlogsgös, även diplomatisk flagga                  | En kombination av de svenska och norska färgerna.                                                                                                 |

## Länsflaggor
Sveriges 21 län kan använda respektive länsvapen i form av en flagga. Någon allmänt fastställd form för länsflaggor finns inte, men det brukar rekommenderas att vapenflaggor har en kvadratisk eller något avlång form. Länsvapnen bygger i de flesta fall på ett eller flera landskapsvapen, men i tre fall ingår stadsvapen. 

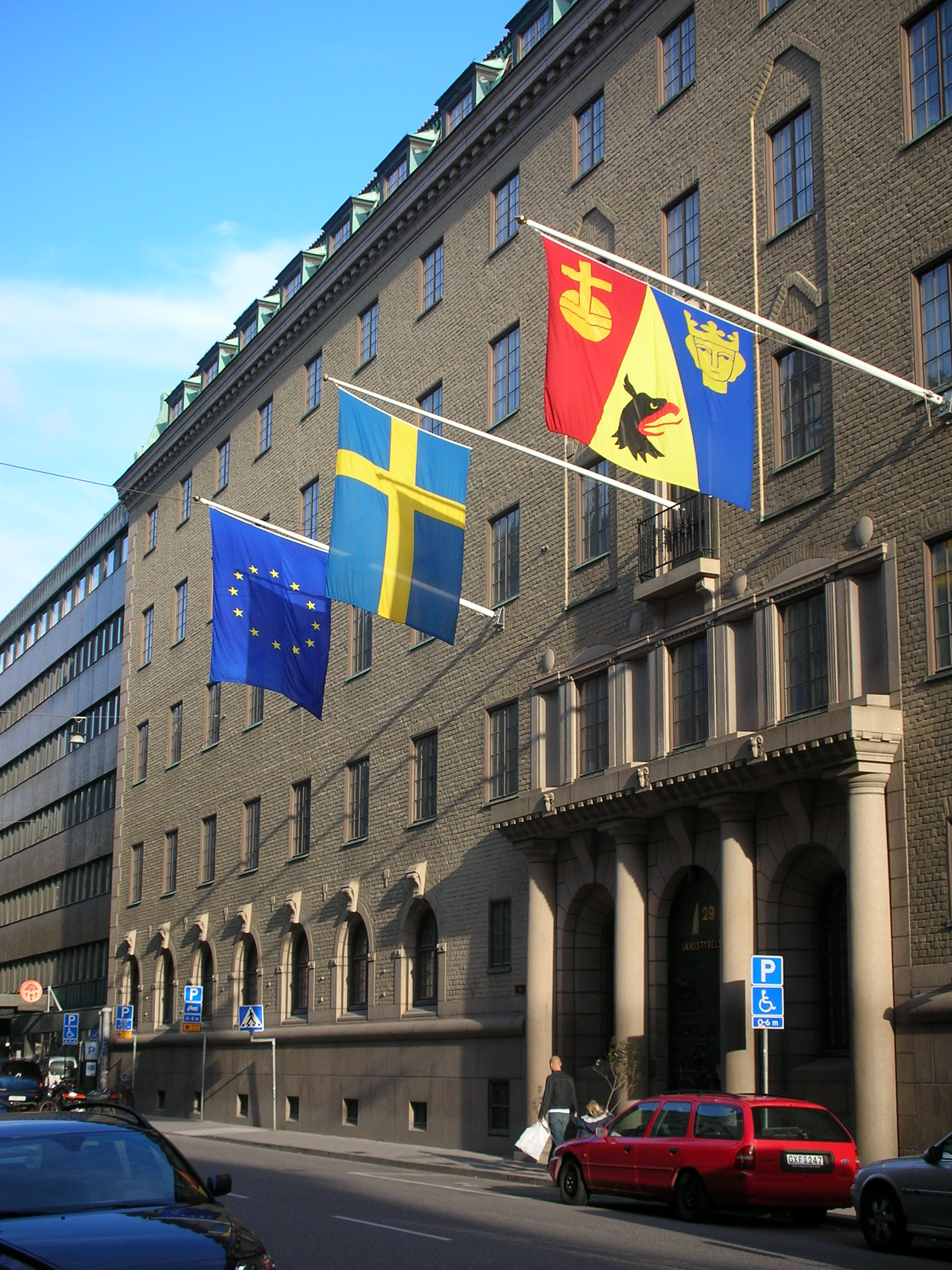
Länsstyrelsen i Stockholms län i Stockholm. Flaggorna är från (vänster till höger), Europas flagga, Sveriges flagga och Stockholms läns flagga.

| Flagga | Län                  | Status    | Beskrivning/Information |
| ------ | -------------------- | --------- | --- |
|        | Blekinge län         | Officiell | Blekinge läns flagga är identisk med Blekinges landskapsvapen. |
|        | Dalarnas län         | Officiell | Dalarnas läns flagga är identisk med Dalarnas landskapsvapen. |
|        | Gotlands län         | Officiell | Gotland läns flagga är identisk med Gotlands landskapsvepen. |
|        | Gävleborgs län       | Officiell | Gävleborgs läns flagga bygger på Gästriklands och Hälsinglands landskapsvapen. Vapnet fastställdes 1938. |
|        | Hallands län         | Officiell | Hallands läns flagga är identisk med Hallands landskapsvapen. |
|        | Jämtlands län        | Officiell | Jämtlands läns flagga bygger på Jämtlands och Härjedalens landskapsvapen. Vapnet fastställdes 1935. |
|        | Jönköpings län       | Officiell | Flaggans huvuddel är Jönköpings vapen och de tre kronorna representerar statsmakten i form av länsstyrelsen fastställdes 1942. Tidigare hade man använt en variant där de tre kronorna var placerade som i Sveriges riksvapen. Det finns ju tre län i Småland, och lejonet ur Smålands landskapsvapen hade redan kommit till användning i de två andra länens vapen varför ett förslag att komponera in det även här inte kom att genomföras.      |
|        | Kalmar län           | Officiell | Kalmar läns flagga bygger på Smålands och Ölands landskapsvapen. Vapnet fastställdes 1944. |
|        | Kronobergs län       | Officiell | Kronobergs läns flagga bygger på Smålands landskapsvapen som står på ett grönt treberg. Vapnet fastställdes 1944. |
|        | Norrbottens län      | Officiell | Norrbottens läns flagga är en sammanslagning av Västerbottens och Lapplands landskapsvapen. Värt att notera är att landskapet Norrbotten historiskt sett har betraktats som en del av landskapet Västerbotten och det var först 1995 som Norrbotten fick ett eget landskapsvapen, detta har dock inte påverkat utformningen av länsvapnet. |
|        | Skåne län            | Officiell | Skåne läns flagga är en kombination av den skånska flaggan och Skånes landskapsvapen. |
|        | Stockholms län       | Officiell | Stockholms läns flagga är uppdelat i tre delar. I det vänstra fältet finns Sankt Eriks krönta huvud som är Stockholms kommuns vapen. I det mittersta fältet finns ett griphuvud som är hämtat från Södermanlands landskapsvapen. I det högra fältet finns riksäpplet från Upplands landskapsvapen. Det nuvarande flaggan för Stockholms län skapades 1968 när större delen av det dittillsvarande Stockholms län lades samman med Stockholms stad. |
|        | Södermanlands län    | Officiell | Södermanlands läns flagga är identisk med Södermanlands landskapsvapen. |
|        | Uppsala län          | Officiell | Uppsala läns flagga är identisk med Uppsalas landskapsvapen. |
|        | Värmlands län        | Officiell | Värmlands läns flagga är identisk med Värmlands landskapsvapen. |
|        | Västerbottens län    | Officiell | Västerbottens läns flagga är en sammanslagning av Västerbottens, Lapplands och Ångermanlands landskapsvapen. Vapnet fastställdes 1949. |
|        | Västernorrlands län  | Officiell | Västernorrlands läns flagga bygger på Ångermanlands och Medelpads landskapsvapen. Vapnet fastställdes 1941. |
|        | Västmanlands län     | Officiell | Västmanlands läns flagga är identisk med Västmanlands landskapsvapen. |
|        | Västra Götalands län | Officiell | Västra Götalands läns flagga tillkom i samband av Västra Götalands läns bildande 1998. Flaggan består av Bohusläns, Dalslands, Västergötlands och Göteborgs vapen, vilka ingick i vapen för de tre ursprungliga Älvsborgs län, Skaraborgs län samt Göteborgs och Bohus län. |
|        | Örebros län          | Officiell | Örebro läns flagga är en sammansättning av Närkes, Värmlands och Västmanlands landskapsvapen. Vapnet fastställdes 1944. |
|        | Östergötlands län    | Officiell | Östergötlands läns flagga är identisk med Östergötlands landskapsvapen. |

## Landskapsflaggor
| Flagga | Landskap      | Status    | Blasonering |
| ------ | ------------- | --------- | --- |
|        | Blekinge      | Officiell | ”I blått fält en ek med tre kronor uppträdda på stammen, allt i guld.” |
|        | Bohuslän      | Officiell | ”I fält av silver en krenelerad röd fästning, försedd med ett krenelerat rött torn och två portar av guld med svarta gångjärn och lås samt åtföljd till höger av ett blått svärd och till vänster av ett mot fästningen upprest blått lejon med tunga, tänder och klor av guld.” |
|        | Dalarna       | Officiell | ”I blått fält två korslagda dalpilar av guld med silverspetsar och mellan dessa en öppen krona av först nämnda metall.” |
|        | Dalsland      | Officiell | ”I fält av silver en gående röd tjur med beväpning av guld, därest dylik skall komma till användning” |
|        | Gotland       | Officiell | ”I blått fält en stående vädur av silver med beväring av guld, bärande på en korsprydd stång av guld ett rött baner med bård och fem flikar av guld.” |
|        | Gästrikland   | Officiell | ”I ett med blå kulor bestrött fält av silver en röd älg med gyllene beväring.” |
|        | Halland       | Officiell | ”I blått fält ett upprest lejon av silver med röd beväring, därest dylik skall komma till användning.” |
|        | Hälsingland   | Officiell | ”I svart fält en gyllene bock med röd beväring.” |
|        | Härjedalen    | Officiell | ”I fält av silver ett, med ett rött ämnesjärn belagt, ovanifrån sett svart städ med hornet nedåt och åtföljt till höger av en svart smidestång och till vänster av två stolpvis ställda svarta smideshammare med röda skaft, den övre störtad.”                                  |
|        | Jämtland      | Officiell | ”I blått fält en gående älg av silver med en lyftande falk på ryggen och i posten åtföljd av en vänstervänd, upprest hund, båda av guld." |
|        | Lappland      | Officiell | ”I fält av silver en stående röd vildman med grön björklövskrans på huvudet och kring länderna, hållande i höger hand en på axeln vilande klubba av guld.” |
|        | Medelpad      | Officiell | ”Medelst vågskuror fyra gånger delat av blått, silver, rött, silver och blått.” |
|        | Norrbotten    | Officiell | "Sju gånger medelst vågskuror av blått och guld styckat fält med en blå vänstersnedstam.” |
|        | Närke         | Officiell | ”I rött fält två korslagda pilar av guld med spetsar av silver, i varje vinkel åtföljda av en ros av silver.” |
|        | Skåne         | Officiell | ”I fält av guld ett rött, avslitet griphuvud med blå krona och med blå beväring, därest dylik skall komma till användning.” |
|        | Småland       | Officiell | ”I gyllene fält ett rött lejon med blå beväring och hållande i tassarna ett uppåtvänt rött armborst med pilspets av silver samt båge och strängar svarta.” |
|        | Södermanland  | Officiell | ”I fält av guld en upprest svart grip med röd beväring.” |
|        | Uppland       | Officiell | ”I rött fält ett riksäpple av guld.” |
|        | Värmland      | Officiell | ”I fält av silver en blå örn med röd beväring.” |
|        | Västerbotten  | Officiell | ”I med sexuddiga stjärnor av guld bestrött blått fält en springande ren av silver med röd beväring.” |
|        | Västergötland | Officiell | ”I av svart och guld ginstyckat fält ett lejon av motsatta tinkturer med röd beväring, därest dylik skall komma till användning, i övre vänstra och i nedre hörnet av fältets svarta del åtföljt av en stjärna av silver.”                                                       |
|        | Västmanland   | Officiell | "I fält av silver ett blått, uppskjutande treberg med tre röda lågor.” |
|        | Ångermanland  | Officiell | ”I blått fält tre bjälkvis ställda laxar av silver över varandra, den mellersta vänstervänd, samtliga med röd beväring.” |
|        | Öland         | Officiell | ”I blått fält en gående hjort av guld med rött halsband och röd beväring.” |
|        | Östergötland  | Officiell | ”I rött fält en gyllene grip med drakvinge och draksvans samt med blå draktunga och beväring, i vart av sköldens hörn åtföljd av en ros av silver.” |

## Regionala flaggor

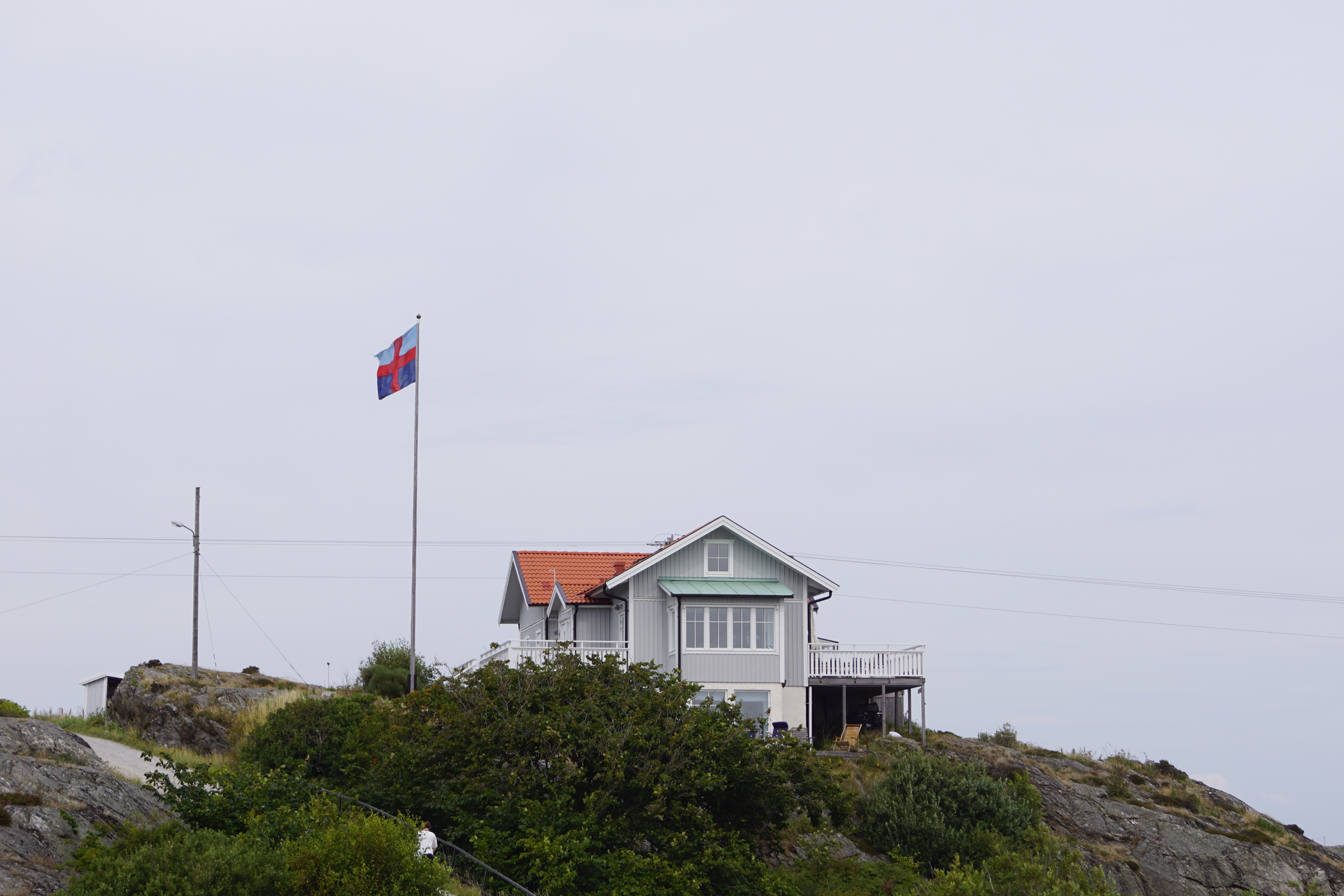
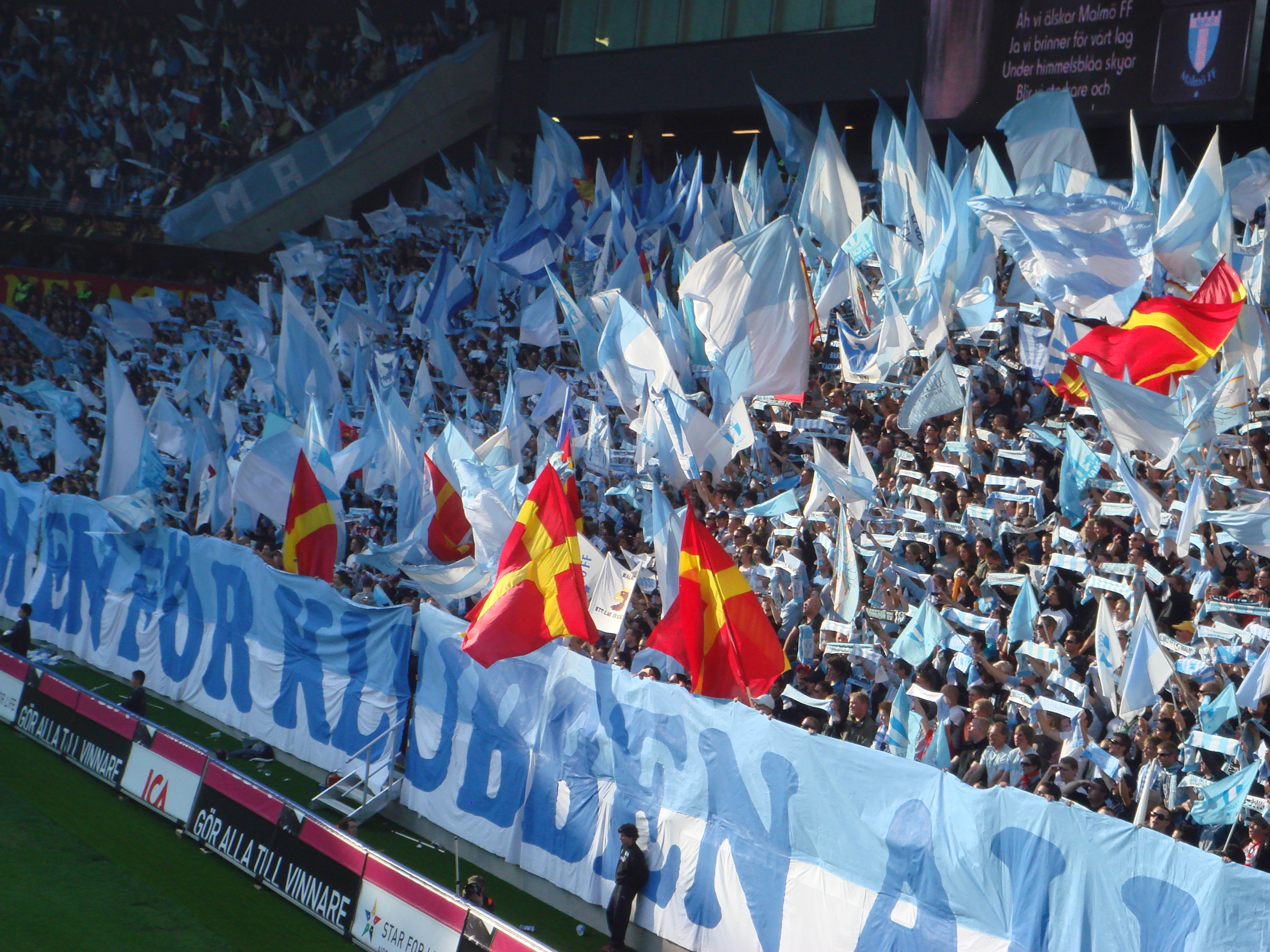

| Flagga           | Region                                           | Status | Beskrivning/Information |
| ---------------- | ------------------------------------------------ | --- | --- |
|                  | Bergslagen                                       | Inofficiell                                                                                                | Bergslagen är ett geografiskt område som inte är helt klart avgränsat, men man brukar säga att området ligger i Mellansverige inåt land. Bergslagsflaggan är skapad av Björn Thärnström. |
| Flag of Bohuslän | Bohuslän                                         | Inofficiell                                                                                                | Bohusläns flagga är blå i två färgnyanser och har ett rött kors. Färgerna skall symbolisera himlen med de ljusblåa fälten, havet med de mörkblå fälten och graniten med det röda korset. Färgerna skall också symbolisera Bohusläns norska och svenska historia, eftersom Bohuslän tillhörde Norge fram till 1658. |
|                  | Hälsingland                                      | Inofficiell                                                                                                | Hälsinglands inofficiella flagga, skapad 1992. |
|                  | Jämtland                                         | Inofficiell                                                                                                | Jamtland som en tid tillhörde Norge har egen "befrielserörelse" som med humor och kulturaktiviteter framhåller Jämtland och använder denna flagga som syns lite varstans i Jämtland. Se Republiken Jamtland |
|                  | Norrland                                         | Inofficiell                                                                                                | |
|                  | Roslagen                                         | Inofficiell                                                                                                | Roslagens flagga är blå, gul och vit. Det mörkare blå i fälten och det gula i korset anknyter till hur den gammalsvenska flaggan såg ut. Det vita och blå symboliserar Roslagsborna, genom tiderna strävsamma kamp med naturen och havet.                                                                          |
|                  | Skåne                                            | Används vid officiell flaggning av Region Skåne. Kommunerna rekommenderas av regionen att använda flaggan. | Skånes flagga har gyllene kors med röd bakgrund. Flaggan gäller inte endast Skåne, utan även hela Skåneland som var en egen stat under några korta tidsperioder, till exempel under Olof Haraldsson (1140–1143) och under Harald Skraenk (1182–1183).                                                              |
|                  | Småland                                          | Inofficiell                                                                                                | Landskapet Småland omfattar idag tre småländska län plus mindre områden i ytterligare två andra län. Smålands landskapsvapen på gul bakgrund kan också användas som Smålands flagga |
|                  | Västsverige alternativt Västra Götalandsregionen | Inofficiell                                                                                                | Västsvenska flaggan är en inofficiell flagga för Västsverige som 1992 togs fram av heraldikern Per Andersson. Flaggan presenterades 2008 som en gemensam flagga för den västsvenska regionen, inklusive Halland, av Västsvenska handelskammaren.                                                                   |
|                  | Öland                                            | Inofficiell                                                                                                | Icke-officiell flagga för Öland, använd endast sporadiskt. Den lanserades som ett skämt på 1970-talet. |
|                  | Österlen                                         | Inofficiell                                                                                                | Österlens flagga är en inofficiell flagga som förekommer i Österlen. Flaggan är en blandning av Skånes flagga och Bornholms flagga. |
|                  | Östergötland                                     | Inofficiell                                                                                                | Blått kors på gult fält. Det blå korset symboliserar kanalerna, Göta och Kinda kanal, som går genom Östergötland. De gula fälten symboliserar östgötaslätten och de många bördiga sädesfälten. |

## Kommunala flaggor
Sveriges kommuner har flaggor som bygger på kommunens vapen. Se Kommunvapen i Sverige